# Stora Blankgölen
Stora Blankgölen är en sjö i Norrköpings kommun i Östergötland och ingår i Motala ströms huvudavrinningsområde. Stora Blankgölen ligger i Orrkojgölarnas domänreservat Natura 2000-område.